# 位置 (彩池)

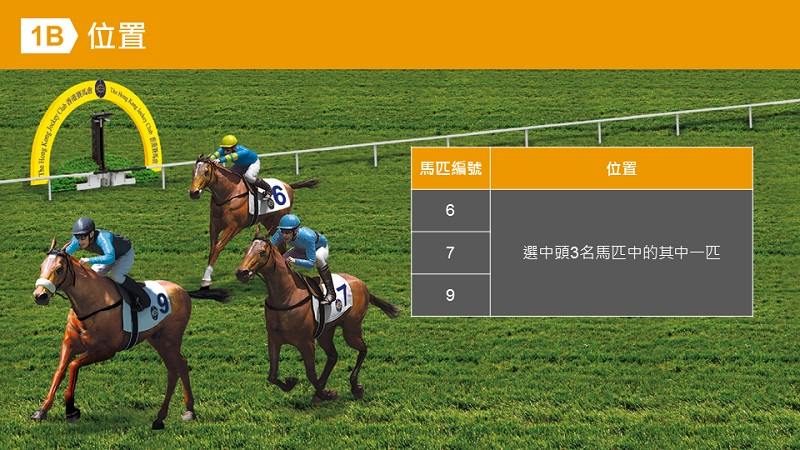

位置是一个賽馬術語，是賽馬博彩的最基本投注項目，選中一場賽事中的第一名、第二名或第三名馬匹。在香港、新加坡、英國、美國、澳洲、日本、韓國等地方均有接受投注，澳門、香港及新加坡粵語則稱為「位置」，英文普遍稱為「Place」。

## 「位置」不同國家的統稱
| 國家               | 命名  |
| ------------------ | ----- |
| 澳門、香港及新加坡 | 位置  |
| 英國               | Place |
| 美國               | Show  |
| 澳洲               | Place |
| 日本               |       |
| 韓國               | 연승  |

## 投注金額
以澳門及香港為例，每注最少澳門幣或港幣10元；而新加坡為每注最少5新加坡元；日本每注最少100日圓。

## 投注方法
從自選任何馬匹編號中選出1匹馬匹編號。

## 中獎方法
選中一場賽事中的第一名、第二名或第三名馬匹，派彩將會按照該匹參賽馬於截止受注時的最後位置賠率計算。
例如最後位置賠率為3倍，以每注投注金額$10計算，派彩為$10 x 3倍=$30
當賽事只有4-6匹馬匹競賽時，則設兩個位置派彩；
如於賽事有7匹或以上馬匹競賽時，則設三個位置派彩。
2020年,香港賽馬會宣佈如海外賽事超過20匹馬參賽,跑第4名的馬匹也可獲得位置派彩。

## 有關香港賽馬位置的派彩紀錄
最高紀錄於1978年2月9日（年初三賽馬日）第四場產生，由300倍的「麗驥」跑入第三名，每港幣$10派$673.4。
第二紀錄於2014年12月28日第八場產生，由326倍的「百利多」跑入第二名，每港幣$10派$627。
第三紀錄於2017年1月30日（年初三賽馬日）第七場產生，由289倍的「駿協精英」跑入第三名，每港幣$10派$601。

## 有關「位置」的報道
- 「勁豐裕」跑平頭位置派彩多過獨贏
- 頭條日報—冷位置較抵買（页面存档备份，存于）

## 外部連結
- 澳門賽馬會（页面存档备份，存于）
- 新加坡賽馬公會（页面存档备份，存于）
- 香港賽馬會的官方網站（页面存档备份，存于）
- 英國賽馬協會（页面存档备份，存于）
- 澳洲賽馬會（页面存档备份，存于）
- 日本中央競馬会（页面存档备份，存于）
- 韓國馬事會（页面存档备份，存于）

## 資料來源
1. ↑  東網派彩紀錄 http://racing.on.cc/racing/sta/current/rjstai0001x0.html （页面存档备份，存于）
2. ↑  【探古尋源】農曆新年賽馬日最冷頭馬 當年由一位女騎師炮製 https://hk.appledaily.com/racing/20200126/YVNOOOJ6DI4K5AU7WCJWM64HGA/ （页面存档备份，存于）
3. ↑  百利多 P$627破紀錄 http://hk.racing.nextmedia.com/art_main.php?sec_id=3403908&showdate=20141229&art_id=17144386 （页面存档备份，存于）